# زندنهورست
شهر زندنهورست (به آلمانی: Sendenhorst) در ایالت نوردراین-وستفالن در کشور آلمان واقع شده‌است.